# Аллен, Артур
Артур Ли Аллен (англ. Arthur Leigh Allen; род. 18 декабря 1933 года, Гонолулу, Гавайи, США — 26 августа 1992 года, Вальехо, Калифорния, США) — американский преступник, совершивший с 1968 по 1974 год ряд сексуальных преступлений. Аллен получил национальную известность в связи с тем обстоятельством, что на протяжении более трёх десятилетий он был основным подозреваемым в серии убийств, совершенной неустановленным серийным убийцей, известным под прозвищем Зодиак, и в совершении серии убийств девушек в городе Санта-Роза. Личность обоих преступников за прошедшие десятилетия так и не была установлена. Несмотря на то, что в ходе многолетнего расследования доказательств причастности Артура Аллена к убийствам не нашлось и никаких обвинений ему предъявлено не было, споры о его невиновности ведутся долгие годы, даже спустя десятилетия после его смерти.

## Ранние годы
Артур Ли Аллен родился 18 декабря 1933 года, в городе Гонолулу (штат Гавайи), в семье морского офицера. Вскоре после его рождения семья переехала в штат Калифорния, где поселилась в городе Вальехо. Аллен посещал школу «Vallejo High School», которую окончил в 1950 году. В школьные годы Артур занимался спортом и входил в школьную команду по плаванию. Также увлекался дайвингом. После окончания школы Артур поступил в колледж «Vallejo Junior College», в котором изучал гуманитарные науки. После окончания колледжа Аллен поступил в Калифорнийский политехнический университет, расположенный в городе Сан-Луис-Обиспо; однако, быстро потерял интерес к учёбе и в 1957 году покинул учебное заведение.
В том же году он завербовался в армию США и был зачислен в военно-морской флот. Во время службы Аллен прошёл тест на определение коэффициента интеллекта, значение которого составило 135 баллов. В 1958 году он был арестован по обвинению в нарушении общественного порядка и впоследствии подвергся дисциплинарным взысканиям. В декабре 1958 года Артур уволился из рядов армии США и восстановился в университете, который окончил в 1960 году, со степенью бакалавра по специальности «Преподавание в начальных классах».
В период с 1960 по 1962 годы Аллен работал учителем начальных классов в школе «Santa Rosa Elementary School», в городе Атаскадеро. С 1962 по 1963 год Аллен преподавал в начальной школе «Travis Elementary», в городе Фэрфилд, но был уволен за хранение оружия на территории школы. В 1966 году Артур переехал в город Вэлли Спрингс, в котором, впоследствии, занимал должность учителя начальных классов начальной школы «Valley Springs Elementary School».
Его педагогическая карьера закончилась в 1968 году, когда Аллена впервые уличили в посягательстве на жизнь и здоровье несовершеннолетних, в попытке растления учеников школы. Аллену были предъявлены обвинения, и он был вынужден покинуть учебное заведение, но дело до суда не дошло. После инцидента Артур Аллен занимался низкоквалифицированным трудом и стал злоупотреблять алкогольными веществами. В силу своей интровертности, Артур вёл уединённый образ жизни и носил в округе статус Социального Изгоя

## Преступления
Начиная с 1968 года, в поведении Артура Ли Аллена стали проявляться признаки эфебофилии. Он неоднократно сталкивался с обвинениями в свой адрес, но дела до суда так и не доходили. В 1969 году он работал оператором автозаправочной станции, опять был замечен в недостойном поведении и сексуальных домогательствах по отношению к подросткам, вследствие чего в апреле 1969 года был вынужден уволиться. В сентябре 1974 года Аллен был арестован по обвинению в растлении двух мальчиков на территории округа Сонора. Аллен признал себя виновным, после чего был заключён в государственный госпиталь Атаскадеро как насильник с расстроенной психикой, поддающейся исправлению. Через три года на основании повторной судебно-медицинской экспертизы было принято решение об изменении принудительных мер медицинского характера, и он был освобождён в конце августа 1977 года.

## Подозрение в убийствах
Осенью 1969 года Аллен впервые попал под подозрение полиции по обвинению в убийстве молодых людей, которые совершил неизвестный, скрывающийся под псевдонимом Зодиак. 6 октября 1969 года Артур был задержан и доставлен в полицейский участок города Вальехо, где был допрошен детективом Джоном Линчем. Аллен жил всего лишь в 10 минутах ходьбы от места, где произошли первые убийства в декабре 1968 года. Место второго нападения, которое совершил Зодиак, находилось в 5 минутах ходьбы от трейлер-парка, где был расположен трейлер Аллена, в котором он проживал с начала 1969 года, после того как из-за хронических проблем с алкоголем и депрессии был вынужден покинуть родительский дом в Вальехо. Кроме того, выяснилось, что район под названием «Blue Rock Springs», где произошло убийство, был очень хорошо изучен Алленом, так как тот посещал его с начала 1950-х для занятия дайвингом. Кроме того, имелись предположения, что одна из жертв, Дарлин Ферринг, была очень хорошо знакома с Алленом и работала официанткой в кафе неподалёку от дома, где проживал Артур в середине 1960-х. На допросе подозреваемый заявил о своей непричастности к нападениям на молодых людей и сообщил, что в день нападения 27 сентября 1969 года занимался дайвингом в районе Вальехо под названием «Солт Пойнт». Несмотря на то, что алиби подтвердить не удалось, Аллена были вынуждены отпустить из-за отсутствия улик и доказательств. Тем не менее, начиная с этого момента, Артур стал основным подозреваемым в деле расследования серийных убийств.
В 1971 году Аллен снова привлёк к себе внимание полиции после того, как его близкий друг по имени Дональд Чейни обратился в полицейский участок города Манхэттен-Бич (штат Калифорния) с заявлением о том, что Артур рассказал ему о своей гомицидомании, а также поведал о планах действовать под псевдонимом «Зодиак» и о планах модернизации своего оружия с помощью обычного фонарика для последующей возможности вести точную стрельбу в ночное время. По словам Чейни, этот разговор произошёл не позднее 1 января 1969 года. За Артуром было установлено наблюдение, в ходе которого выяснилось, что большинство из знакомых и друзей Аллена отзывались о нём крайне негативно из-за проявления им признаков мизогинии и эфебофилии. Зодиак разработал шифр, содержащий 32 символа. Согласно заявлениям, сделанным полиции друзьями и знакомыми Артура, до публикации шифра Зодиака у Аллена была тетрадь с зашифрованными текстами, содержащими слова с такими же символами. Кроме того, было известно, что Аллен в начале 1960-х использовал ту же необычную орфографию и словосочетания, что и позднее использовал Зодиак, в письме 1969 года Зодиак использовал ряд терминов из жаргона, который популярен в среде учителей начальных классов.
Подозрения в адрес Аллена усилились после того, как выяснилось, что в течение учебного 1969—1970 года он работал уборщиком в начальной школе Elmer Cave Elementary School в городе Вальехо. В это же время Зодиак писал письма с угрозами взорвать школьный автобус. Одна из жертв Зодиака, 29-летний таксист Пол Ли Стайн, по странному стечению обстоятельств так же, как и Артур, отмечал день рождения 18 декабря и носил второе имя «Ли». Место, где Стайн встретился со своим убийцей, было расположено рядом с жилищным комплексом под названием «Allen Arms Apartments», что соответствовало фамилии Аллена. Учитывая склонность убийцы к криптографии, Артур Аллен на основе косвенных улик и не совсем достоверных показаний был задержан в 1972 году, и его трейлер был подвергнут обыску. Во время задержания Аллен был вынужден предоставить образцы почерка. В ходе обыска было найдено несколько странных предметов, но ничего, что изобличало бы подозреваемого в убийствах Зодиака.
Начиная с 1970 года, Аллен учился в Государственном колледже округа Сонома, где изучал химию. Во время учёбы Артур проживал в трейлере в парке «Сансет» в Санта-Розе, где в первой половине 1970-х произошла серия по меньшей мере семи нераскрытых убийств девушек и женщин, путешествовавших автостопом. Обнажённые тела жертв были найдены на насыпях дорог и в водоёмах неподалёку от них. На телах всех жертв шерифом округа Сонома была обнаружена шерсть бурундука. Артур Ли Аллен был известен тем, что коллекционировал и изучал этих животных. После ареста Аллена в 1974 году по обвинению в растлении несовершеннолетних убийства девушек в Санта-Розе прекратились. На свободе Аллен оказался только 31 августа 1977 года. По странному стечению обстоятельств, за это время Зодиак, имевший склонность общаться с правоохранительными органами посредством рассылок писем в газеты, не написал ни одного. Последнее письмо неизвестный отправил в январе 1974 года незадолго до ареста Аллена..
Выйдя на свободу, Аллен сменил несколько мест работ, после чего восстановился в университете и окончил его, получив диплом химика. В середине 1980-х Артур устроился химиком-провизором в магазин «Ace Hardware» в городе Вальехо, где проработал до начала 1990-х годов. В 1991 году с развитием технологии ДНК-тестирования начался очередной виток в расследовании серийных убийств, совершённых Зодиаком, в связи с чем в феврале 1991 года был получен ордер на обыск всех объектов, которыми владел Аллен. В ходе обыска был найден огромный тайник с оружием, взрывчатые вещества, пистолет и старый нож, ширина и длина которого были идентичны ножу, который Зодиак использовал в ходе убийства, совершённого в сентябре 1969 года. Кроме того, у Артура были изъяты часы марки «Зодиак», которые по словам Аллена подарила ему мать в декабре 1967 или 1968 года вскоре после начала серийных убийств. Оказавшись в полицейском участке, Аллен сдал образцы слюны и прошёл проверку-тестирование на полиграфе, результаты которой были впоследствии признаны неубедительными. Несмотря на это, никаких обвинений Аллену предъявлено не было, и его пришлось отпустить.
Опасаясь ареста, Аллен на протяжении всего 1991 года сотрудничал со СМИ и раздавал десятки интервью, настаивая на своей невиновности и заявляя о том, что стал жертвой политической целесообразности. По его мнению, интенсивная огласка по делу «Зодиака» не позволила бы ему получить справедливое судебное разбирательство, и сам эффект гласности способствует социальным предрассудкам в отношении него. Имея множество косвенных улик против Артура Аллена, полиция в середине 1992 года обратилась к 41-летнему Майклу Мажо, который пострадал в ходе нападения 4 июля 1969 года и являлся одной из выживших жертв серийного убийцы. Мажо было предложено пройти процедуру опознания лица преступника по фотографии. В ходе процедуры Мажо уверенно выбрал из ряда фотографий именно фотографию Аллена, отождествив его с тем неизвестным, от рук которого он пострадал 22 года назад.

## Смерть и последующие события
Артур Ли Аллен скончался 26 августа 1992 года от сердечного приступа. Через два дня после его смерти полицией округа Солано был выдан очередной ордер на обыск его апартаментов. На этот раз в ходе обыска была изъята пишущая машинка фирмы «Royal», такая же, как и та, которую использовал Зодиак для написания ряда писем, как впоследствии было установлено специалистами. Кроме этого, в доме Аллена была найдена и впоследствии изъята видеокассета с надписью из одной буквы «Z», которая содержала любительскую видеосъёмку, сделанную самим Артуром в 1991 году. Видеозапись никогда не демонстрировалась общественности, но по сообщениям представителей департамента полиции округа Солано, признания Аллена в совершении серийных убийств она не содержала.
В 2001 году была выделена ДНК из образцов слюны, найденных на марках и конвертах писем Зодиака, которые, по мнению следствия, мог оставить только он. В 2002 году было проведено ДНК-тестирование образцов слюны Артура Аллена, которое показало несоответствие его профиля с профилем Зодиака. Также было проведено сравнение ДНК Зодиака с ДНК Дона Чейни, близкого друга Аллена, который первым среди гражданских лиц предположил, что Артур может быть серийным убийцей. Поскольку ни один из тестов не показал совпадения генотипических профилей, Аллен и Чейни были исключены из числа подозреваемых. После чего уголовное дело Зодиака было закрыто 8 апреля 2004 года.
В 2009 году дело было снова открыто в связи с обнаружением новых подозреваемых. В последующие годы на основании свидетельств и ряда косвенных улик в число подозреваемых попало ещё несколько человек. В марте 2018 года было объявлено, что на основании отсутствия доказательств того факта, что именно Зодиак мог оставить образцы своей слюны на конвертах и почтовых марках, Артур Ли Аллен снова был включён в число основных подозреваемых в совершении серийных убийств. Споры о невиновности Аллена ведутся даже спустя десятилетия со дня его смерти.

## В массовой культуре
Известный криминальный писатель Роберт Грейсмит посвятил изучению дела Зодиака больше двух десятилетий. Результатом исследований Грейсмита стали две книги, посвящённые расследованию серийных убийств, которые, по мнению Грейсмита, совершил Артур Ли Аллен. На основе произведений писателя был создан сценарий, по которому режиссёром Дэвидом Финчером в 2007 году был снят художественный фильм «Зодиак». Роль Артура Ли Аллена исполнил Джон Кэролл Линч.